# 福井さんちの遺産相続
福井さんちの遺産相続（ふくいさんちのいさんそうぞく）は、1994年8月1日から同年9月16日まで、フジテレビ系列で放送された関西テレビ制作のテレビドラマである。

## キャスト
- 田之上ミチル：斉藤由貴
- 福井順：別所哲也
- 藤原京香：田中律子
- 福井由美：あめくみちこ
- 福井雄次：近藤芳正
- 田之上タケル：大場俊輔
- 福井春江：加藤治子
- 上田美也子：高瀬春奈
- 福井康明：柄本明
- 福井康一：布施博

## 主題歌
- 「山あり 谷あり」岡村孝子[1]

## スタッフ
- 企画：山田剛
- 脚本：塩田千種
- 音楽：大島ミチル
- 製作：加藤哲夫
- プロデュース：野田利昌、香月純一、角田美華
- 監督：黒沢直輔、山田大樹
- 助監督：諸田敏
- 制作：関西テレビ、東映

## サブタイトル
1. ヤンママ乱入!
2. 大モメ必至遺言状!
3. ゲッ!?愛人の借地権
4. ピンチ下着娘攻撃
5. 変身ママ花火対決
6. 誘惑真夜中のキス
7. 20億円のプロポーズ 女も金も独り占め?
8. またまた恋の四角関係！女も金もパア!?
9. さらばヤンママ!恋と金との大逆転!?

## 補足
このドラマが終わった後の10月に、主演の斉藤由貴は三重県四日市市出身の男性と婚約したため、彼女にとって独身時代最後の連続ドラマの主演となった。